# Ивановка (Симферопольский район)
Ива́новка (до 1948 года Джаната́й и Новоивано́вка; укр. Іванівка, крымскотат. Cañatay, Джанъатай) — село в Симферопольском районе Республики Крым, входит в состав Трудовского сельского поселения (согласно административно-территориальному делению Украины — Трудовского сельского совета Автономной Республики Крым).

## Население
| 2001 | 2014 |
| ---- | ---- |
| 975  | ↘899 |

Всеукраинская перепись 2001 года показала следующее распределение по носителям языка
| Язык             | Процент |
| ---------------- | ------- |
| русский          | 52,21   |
| крымскотатарский | 33,74   |
| украинский       | 8,72    |
| другие           | 0,51    |

### Динамика численности
| - 1805 год — 77 чел. - 1864 год — 24 чел. - 1887 год — 68 чел. - 1892 год — 19 чел. - 1915 год — 0/228 чел. - 1926 год — 112 чел. | - 1939 год — 137 чел. - 1989 год — 569 чел. - 2001 год — 975 чел. - 2009 год — 933 чел. - 2014 год — 899 чел. |

## Современное состояние
В Ивановке 11 улиц, площадь, занимаемая селом, 134,5 гектара, на которой в 400 дворах, по данным сельсовета на 2009 год, числилось 933 жителя. В селе действует церковь Сретения Господня. Ивановка связана автобусным сообщением с Симферополем. Транспортное сообщение осуществляется по региональной автодороге 35-Н-524 Симферополь — Ивановка (по украинской классификации С-0-11330).

## География
Село Ивановка расположено на юго-востоке района, примерно в 22 километрах от центра Симферополя, в балке ручья Теренаир, правого притока Малого Салгира. Село находится в пределах северных отрогов Внутренней гряды Крымских гор, высота центра над уровнем моря 410 м. Соседние сёла: Лазаревка — в 0,7 километра восточнее, Денисовка в 1 км южнее и в 2 км к северо-востоку — Опушки.

## История
Село образовалось от слияния в 1948 году Джанатая и Новоивановки. Первое документальное упоминание Джанатая встречается в Камеральном Описании Крыма… 1784 года, судя по которому, в последний период Крымского ханства деревня входила в Даирский кадылык Акмечетского каймаканства. После присоединения Крыма к России (8) 19 апреля 1783 года, (8) 19 февраля 1784 года, именным указом Екатерины II сенату, на территории бывшего Крымского Ханства была образована Таврическая область и деревня была приписана к Симферопольскому уезду. После Павловских реформ, с 1796 по 1802 год, входила в Акмечетский уезд Новороссийской губернии. По новому административному делению, после создания 8 (20) октября 1802 года Таврической губернии, Джанатай был включён в состав Кадыкойскои волости Симферопольского уезда.
По Ведомости о всех селениях в Симферопольском уезде состоящих с показанием в которой волости сколько числом дворов и душ… от 9 октября 1805 года, в Джанатае числилось 14 дворов и 77 жителей, исключительно крымских татар. На военно-топографической карте генерал-майора Мухина 1817 года Джанатай обзначен с 15 дворами. После реформы волостного деления 1829 года Дженатай, согласно «Ведомости о казённых волостях Таврической губернии 1829 года», передали из Кадыкойскои волости в состав Аргинской. Затем, видимо, в результате эмиграции крымских татар, деревня заметно опустела и на карте 1842 года Джамата обозначен условным знаком «малая деревня», то есть, менее 5 дворов.

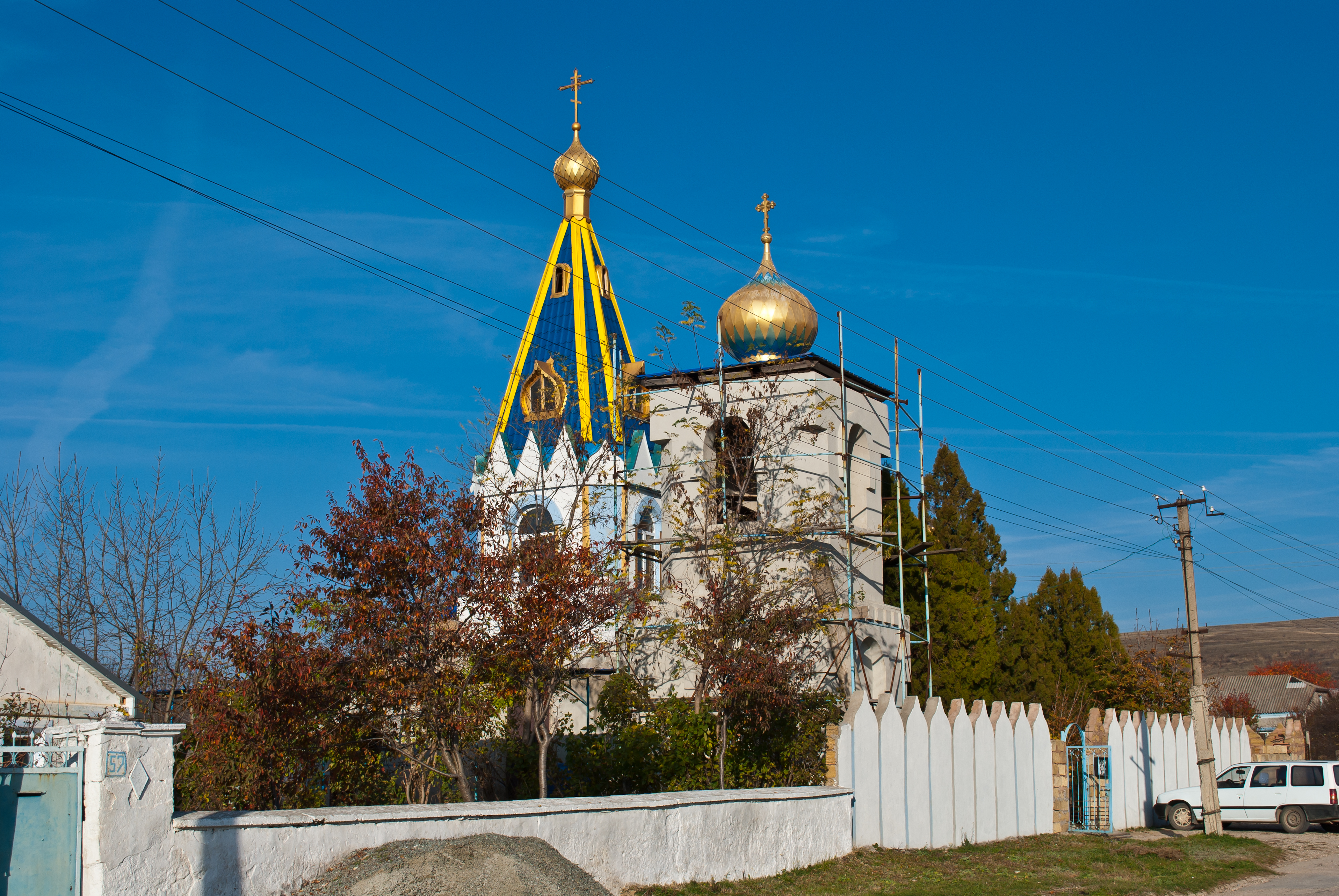
Сретенская церковь в селе Ивановка

В 1860-х годах, после земской реформы Александра II, деревню приписали к Сарабузской волости. Согласно «Списку населённых мест Таврической губернии по сведениям 1864 года», составленному по результатам VIII ревизии 1864 года, Джанатай — владельческая татарская с 4 дворами, 24 жителями и мечетью при колодцахъ (на трёхверстовой карте 1865—1876 года Джанатай обозначен, но не подписан). В «Памятной книге Таврической губернии 1889 года», по результатам Х ревизии 1887 года, записан Джинатай с 2 дворами и 16 жителями и — впервые — Ивановка, как ещё не приписанная к волости (такой порядок был для новообразованных поселений), с 6 дворами и 52 жителями.
После земской реформы 1890-х годов Ивановку и Джанатай отнесли к Подгородне-Петровской волости. По «…Памятной книжке Таврической губернии на 1892 год» в деревне Джонатай, входившей Подгородне-Петровское сельское общество, числилось 19 жителей в 5 домохозяйствах. На подробной карте 1894 года в Джонатае 3 двора, в Новоивановке — 8, все с русским населением. В «…Памятной книжке Таврической губернии на 1902 год» Джанатай записан разорённым, а Новоивановка вовсе отсутствует. По Статистическому справочнику Таврической губернии. Ч.II-я. Статистический очерк, выпуск шестой Симферопольский уезд, 1915 год, в деревне Джанатай Подгородне-Петровской волости Симферопольского уезда числилось 11 дворов с татарским населением без приписных жителей, но с 62 — «посторонними», из которых 30 мужчин и 32 женщины. Жители землёй не владели, в хозяйствах имелось 30 лошадей и 25 коров. В Ивановке — 26 дворов с русским населением без приписных жителей, но со 165 — «посторонними» (80 мужчин и 85 женщин. Жители владели 160 десятинами земли. В хозяйствах имелось 90 лошадей, 20 волов, 60 коров).
После установления в Крыму Советской власти, по постановлению Крымревкома от 8 января 1921 года была упразднена волостная система и село включили в состав вновь созданного Подгородне-Петровского района Симферопольского уезда, а в 1922 году уезды получили название округов. 11 октября 1923 года, согласно постановлению ВЦИК, в административное деление Крымской АССР были внесены изменения, в результате которых был ликвидирован Подгородне-Петровский район и образован Симферопольский и село включили в его состав. Согласно Списку населённых пунктов Крымской АССР по Всесоюзной переписи 17 декабря 1926 года, на хуторе Джанатай числилось 20 дворов, все крестьянские, население составляло 112 человек, все русские, а в Ново-Ивановке — 26 дворов, все крестьянские, население составляло 147 человек, из них 136 русских, 8 украинцев, 2 немца, 1 болгарин, действовала русская школа, оба селения Мазанского сельсовета Симферопольского района. По данным всесоюзной переписи населения 1939 года в селе проживало 139 человек. В период оккупации Крыма, 13 и 14 декабря 1943 года, в ходе операций «7-го отдела главнокомандования» 17 армии вермахта против партизанских формирований, была проведена операция по заготовке продуктов с массированным применением военной силы, в результате которой сеёла Джанатай и Новоивановка были сожжены и все жители вывезены в Дулаг 241.
В 1944 году, после освобождения Крыма от фашистов, 12 августа 1944 года было принято постановление № ГОКО-6372с «О переселении колхозников в районы Крыма» и в сентябре 1944 года в район из Винницкой области переселялись семьм колхозников. С 25 июня 1946 года сёла в составе Крымской области РСФСР. Указом Президиума Верховного Совета РСФСР, от 18 мая 1948 года, Джанатай объединили с Ивановкой с названием Ивановка. 26 апреля 1954 года Крымская область была передана из состава РСФСР в состав УССР. До 1958 года Ивановка входила в Строгановский сельсовет, с 1958 года — во вновь образованный Денисовский. Решением Крымоблисполкома от 8 сентября 1958 года № 834 в состав Ивановки включили село Глубокое.
Указом Президиума Верховного Совета УССР «Об укрупнении сельских районов Крымской области», от 30 декабря 1962 года Симферопольский район был упразднён и село присоединили к Бахчисарайскому, а 1 января 1965 года, указом Президиума ВС УССР «О внесении изменений в административное районирование УССР — по Крымской области», включили в состав Симферопольского. В 1975 году был образован Трудовский совет, в который включили село. По данным переписи 1989 года в селе проживало 569 человек. С 12 февраля 1991 года село в восстановленной Крымской АССР, 26 февраля 1992 года переименованной в Автономную Республику Крым. С 21 марта 2014 года в составе Крыма аннексирована Россией.